# 400 лет городу Орлу
Мемориальный комплекс 400 лет городу Орлу — мемориальный ансамбль в историческом центре города, в честь 400-летия основания города-крепости Орла.

## Описание
17 сентября 1966 года, к 400-летию основания города Орла, у слияния рек Оки и Орлика, на месте возникновения крепости, был открыт обелиск. 27-метровый обелиск, облицованный светло-серым гранитом, явился первой очередью и центром асимметричной композиции мемориального ансамбля. На восточной части обелиска изображён древний герб орла; на западной — высечена в камне летопись основных исторических событий с 1566 по 1967 год и установлена сверкающая металлическая полоса, символизирующая первый салют победы в Великой Отечественной войне. У подножия замурована капсула с письмом к потомкам и выбита надпись «Вскрыть в 2066 году». В письме есть такие слова: «Пусть через столетие дойдёт до вас, люди XXI века, наше завещание — берегите родной город, помните о его славной истории, делайте всё, чтобы во веки веков твёрдо и нерушимо, как Россия, стоял и красовался над Окою древний Орёл — наша гордость, наша слава, наша жизнь». Площадка под обелиском поднята над водой на шесть метров. Рядом на площадке установлена скульптурная группа: женщина, олицетворяющая Победу и два советских воина. От площадки к воде ведут три гранитные лестницы. Со стороны сквера на подпорной стенке, обработанной циклопической кладкой, высечены старинные гербы орловских городов.